# Nihād Šarīf
Nihād Šarīf (arabisch نهاد شريف, DMG Nihād Šarīf; * 1932 in Alexandria; † 4. Januar 2011) war ein ägyptischer Schriftsteller.

## Leben
Nihād Šarīf studierte an der Universität Kairo und arbeitete anschließend im Landwirtschaftsministerium. Parallel dazu begann er mit dem Schreiben von Science-Fiction-Romanen. Später wurde mit Kaher el-zaman 1987 einer seiner Roman verfilmt.

## Werke
- قاهر الزمن
- رقم 4 يأمركم
- سكان العالم الثاني
- الماسات الزيتونية
- الذي تحدى الإعصار
- بالإجماع
- تحت المجهر
- توماس إديسون معجزة (دراسة)